# Брилон
Брилон (њем. Brilon) град је у њемачкој савезној држави Северна Рајна-Вестфалија. Једно је од 12 општинских средишта округа Хохзауерланд. Према процјени из 2010. у граду је живјело 26.709 становника. Посједује регионалну шифру (AGS) 5958012, NUTS (DEA57) и LOCODE (DE BRI) код.

## Географски и демографски подаци
Брилон се налази у савезној држави Северна Рајна-Вестфалија у округу Хохзауерланд. Град се налази на надморској висини од 450 метара. Површина општине износи 229,1 km². У самом граду је, према процјени из 2010. године, живјело 26.709 становника. Просјечна густина становништва износи 117 становника/km².

## Међународна сарадња
| Мјесто        | Држава               | Врста сарадње | Од    |
| ------------- | -------------------- | ------------- | ----- |
| Терсо         | Уједињено Краљевство | партнерство   | 1979. |
|               | Француска            | партнерство   | 1995. |
| Хесден-Золдер | Белгија              | партнерство   | 1971. |
| Извор         |                      |               |       |